# Бродски-Рибник
Бро́дски-Рибник (чеш. Brodský rybník; также называемый Бродьяк) — искусственный водный объект, расположенный в юго-восточном направлении от города Червени-Костелец, район Наход Краловеградецкого края. Это проточный пруд между меньшим прудом Чермак и большим прудом Шпинка. Принадлежит дворянскому роду Коловрат-Краковских.

## Описание пруда
Северная часть пруда находиться в близости дачного поселка и в этой части пруд очень мелкий (1-2 метры), но в направлении к запруде находящейся в южной части пруда глубина увеличивается на 10 метров. Через весь пруд тянется ров глубокий 1-2 м и долгий также 1-2 м и когда кто-нибудь хочет переходить пруд опасно, потому что ров из глубины 1 м становится сразу 3 м. Дно на большинстве пруда болотистое, но у запруды оно больше песочное. На большей части берега растут деревья и рогоз . Вода из Бродского пруда перетекает в соседний пруд Шпинку.

## Использование пруда
Пруд используется для купанья и разведения рыбы: сазанов, амуров, осётров, линёв и щук. У пруда стоит автокемп Бродский, ресторан и 3 отеля.